# Phaconeura crevicola
Phaconeura crevicola är en insektsart som beskrevs av Hoch 1990. Phaconeura crevicola ingår i släktet Phaconeura och familjen Meenoplidae. Inga underarter finns listade i Catalogue of Life.